# مسئله افق
مسئله افق (افق کیهان‌شناسی)مسئله‌ای در مدل استاندارد کیهان‌شناسی مهبانگ است که در اواخر دههٔ ۱۹۶۰ نخستین بار توسط جارلز میسنر شناسایی شد. این مسئله اشاره می‌کند که نواحی مختلف جهان به دلیل فاصلهٔ بسیار زیاد بین آن‌ها، هرگز با هم در تماس نبوده‌اند، با این وجود، دما و ویژگی‌های فیزیکی آن‌ها یکسان است. این شباهت در ویژگی‌های فیزیکی نباید امکان‌پذیر می‌بود، زیرا انتقال اطلاعات (منظور انرژی و گرما و غیره) حداکثر می‌تواند با سرعت نور انجام شود. نظریه تورمی به عنوان یک پاسخ ممکن برای این مسئله شناخته می‌شود و در واقع یکی از انگیزه‌های شکل‌گیری این نظریه، مسئله افق است.

مسئلهٔ افق کیهان مهم‌ترین مشکل با مدل مهبانگ داغ است، و به چگونگی ارتباط بین مناطق مختلف کیهان مربوط می‌شود. نکته اساسی این است که جهان تنها یک سن محدود دارد، و بنابرین نور تنها می‌توانسته‌است یک فاصلهٔ محدود را تا هر زمان معینی بپیماید. مسافتی را که نور توانسته‌است در مدت سن جهان بپیماید، ناحیه‌ای را پدیدآورده است که به عنوان جهان مشاهده‌پذیر شناخته می‌شود. این همان ناحیه‌ای است که در عمل می‌بینیم، و همواره محدود است، خواه جهان در کل محدود باشد و خواه نامحدود.
یکی از ویژگی‌های مهم زمینه ریزموج این است که بسیار به همسان‌گردی نزدیک می‌باشد. به عبارت دیگر، تابشی که از تمام بخش‌های آسمان می‌رسد، با دقت بسیار زیاد، دمای یکسان ۲/۷۲۵ کلوین را دارد. بودن در یک دمای یکسان، مشخص ی تعادل گرمایی است، لذا این مشاهده به‌طور طبیعی در صورتی قابل توجیه است که نواحی مختلف آسمان می‌توانسته‌اند برهم‌کنش داشته، به‌سوی تعادل گرمایی حرکت کنند. متأسفانه، تابشی را که از دو جهت مخالف آسمان می‌بینیم، از زمان واجفتیدگی در حال حرکت به سوی ما بوده‌اند، یعنی نزدیک به زمان مهبانگ. چون تابش هم‌اکنون به ما رسیده‌است، نمی‌توانسته تمام مسیر مخالف را نیز پیموده باشد. از این رو، زمانی برای دو ناحیهٔ مخالف آسمان وجود نداشته‌است تا به نحوی با هم برهم‌کنش نمایند، و بنابراین نمی‌توان ادعا کرد که دو منطقه مخالف آسمان به این دلیل دمای یکسانی دارند که با یکدیگر برهم‌کنش داشته، به تعادل گرمایی دست یافته‌اند.
در حقیقت، مسئله از این هم بدتر است، چرا که ریزموج‌ها از زمان واجفتیدگی بدون مانع در حرکت بوده‌اند. این مناطق حتی باید پیش از آن تاریخ برهم‌کنش داشته، به تعادل گرمایی رسیده باشند؛ یعنی زمانی که نور تنها توانسته بود مسافت بسیار کوتاهی را بپیماید (جهان قابل مشاهده در دوره‌های آغازین بسیار کوچک‌تر بود، زیرا نور مسافت بسیار اندکی را پیموده بود). بنابراین روشن می‌شود که حتی مناطقی که در آسمان نسبتاً نزدیک یکدیگر دیده می‌شوند (نقاطی که بیش از حدود یکی دو درجه فاصله دارند) نمی‌توانسته‌اند پیش از واجفتیدگی برهم‌کنش داشته، به تعادل گرمایی برسند.